# Zachodniopomorski Uniwersytet Technologiczny w Szczecinie

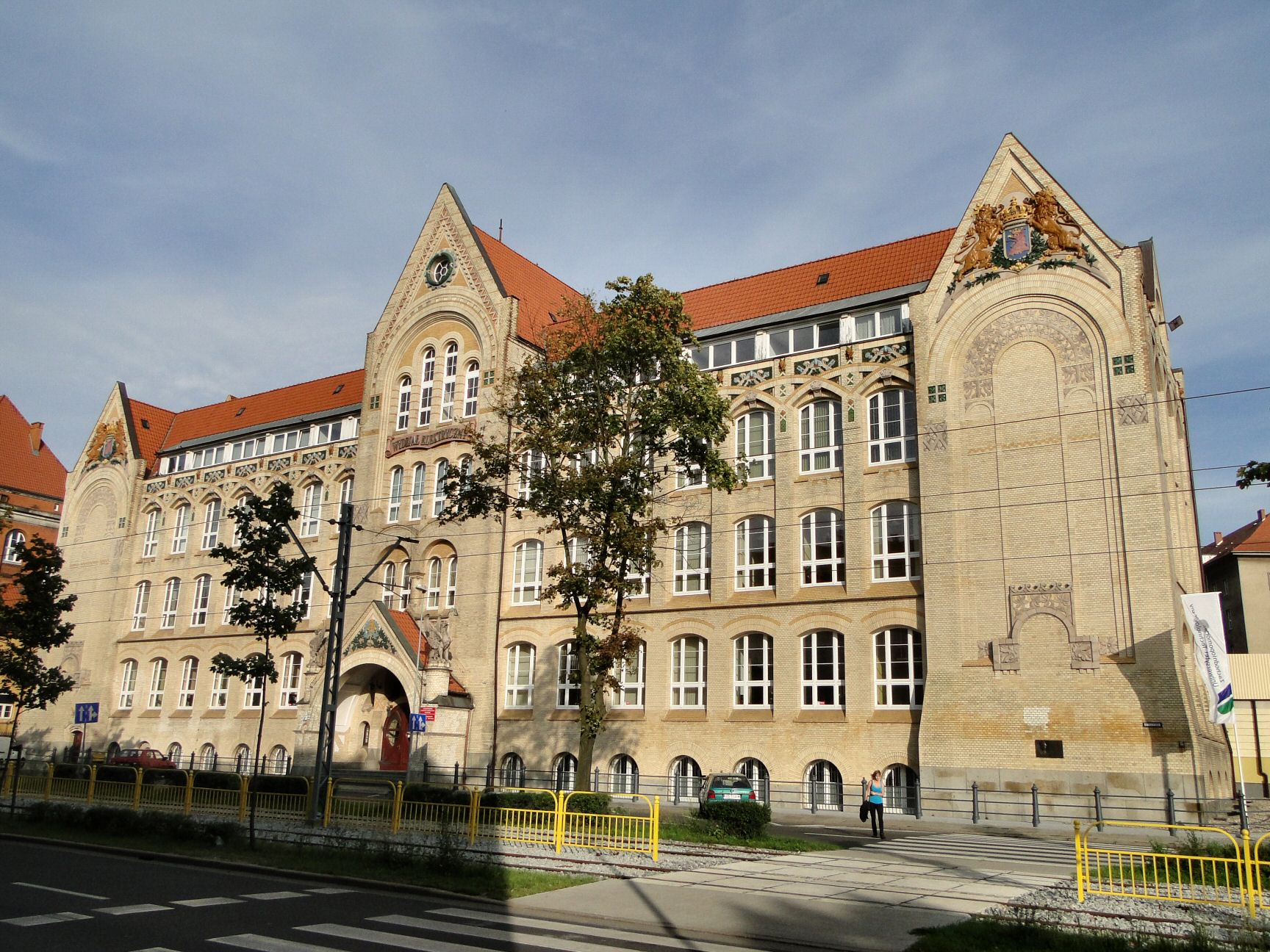
Wydział Elektryczny

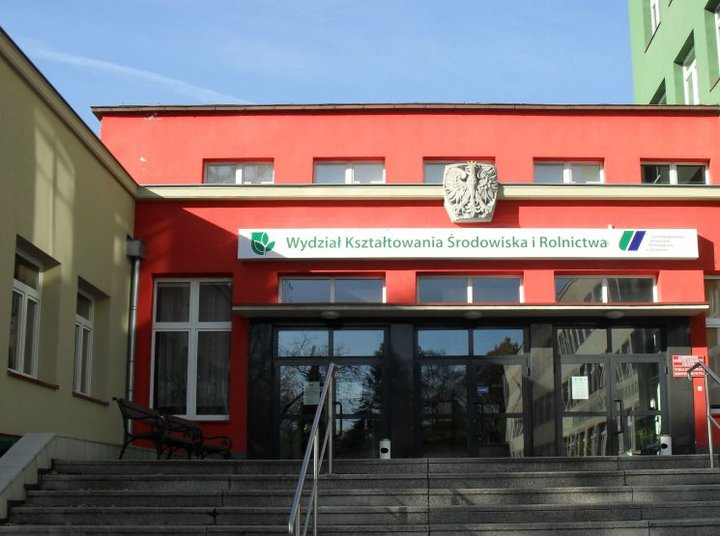
Wydział Kształtowania Środowiska i Rolnictwa

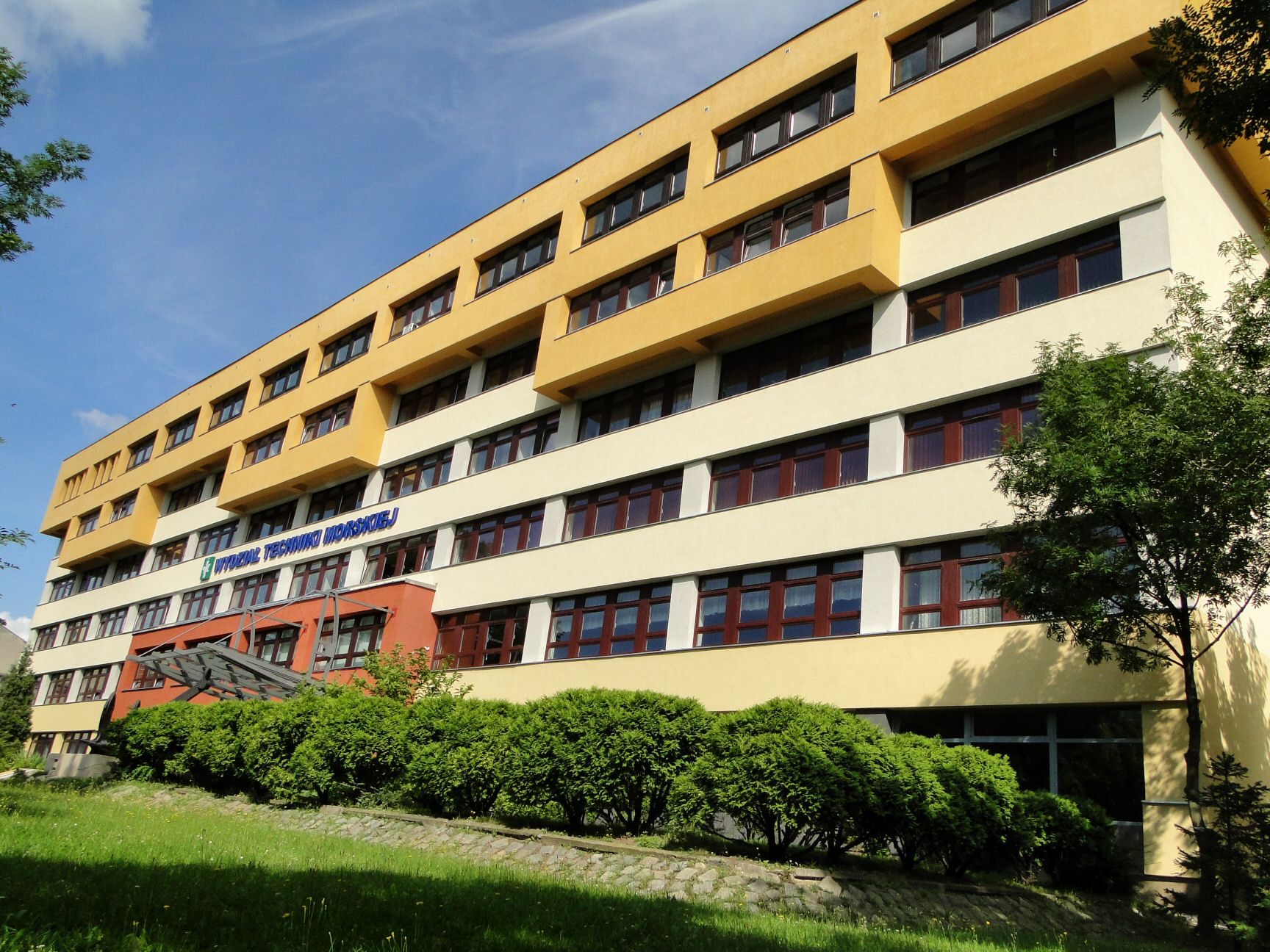
Wydział Techniki Morskiej i Transportu

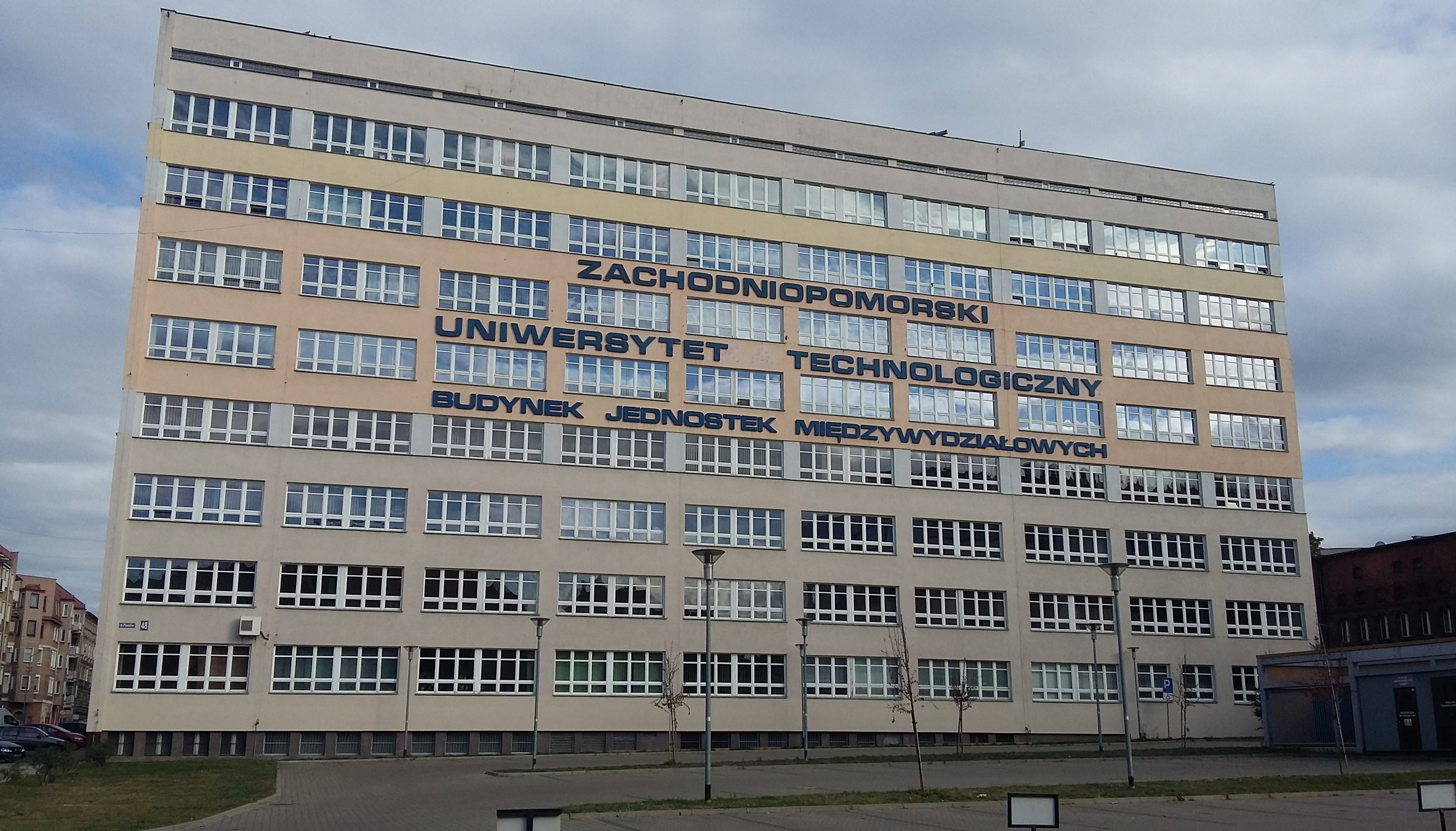
Budynek Jednostek Międzywydziałowych

Zachodniopomorski Uniwersytet Technologiczny w Szczecinie (ZUT) – publiczna uczelnia akademicka powstała 1 stycznia 2009 w Szczecinie z połączenia Akademii Rolniczej w Szczecinie i Politechniki Szczecińskiej. Pierwszym rektorem Uniwersytetu został profesor Włodzimierz Kiernożycki. Uniwersytet posiada 11 wydziałów z 47 kierunkami. Uczelnia zatrudnia 1,7 tys. pracowników, a studiuje na niej ok. 7 tys. studentów. Podstawowym celem działalności Uniwersytetu jest kształcenie oraz prowadzenie badań naukowych w zakresie nauk technicznych, rolniczych, ekonomicznych, biologicznych, chemicznych i matematycznych.
Według webometrycznego rankingu uniwersytetów świata ze stycznia 2015, pokazującego zaangażowanie instytucji akademickich w Internecie, uczelnia zajmuje 10. miejsce w Polsce wśród uczelni technicznych, a na świecie 1717. pośród wszystkich typów uczelni.
Kierunek inżynieria chemiczna na ZUT został sklasyfikowany w rankingu szanghajskim w czwartej setce na świecie.

## Poczet rektorów
1. prof. dr hab. inż. Włodzimierz Kiernożycki (2009–2016)
2. dr hab. inż. Jacek Wróbel (2016–2024)
3. prof. dr hab. inż. Arkadiusz Terman (od 2024)

## Władze Uczelni
W kadencji 2024–2028:

### Władze rektorskie
| Stanowisko                                                                    | Imię i nazwisko                         |
| ----------------------------------------------------------------------------- | --------------------------------------- |
| Rektor                                                                        | prof. dr hab. inż. Arkadiusz Terman     |
| Prorektor ds. organizacji i współpracy z gospodarką Pierwszy zastępca Rektora | dr hab. inż. Krzysztof Pietrusewicz     |
| Prorektor ds. nauki i współpracy międzynarodowej                              | prof. dr hab. inż. Karol Fijałkowski    |
| Prorektor ds. kształcenia                                                     | dr inż. Piotr Piela                     |
| Prorektor ds. studenckich                                                     | prof. dr hab. inż. Arkadiusz Telesiński |

### Władze administracyjne
| Stanowisko | Imię i nazwisko        |
| ---------- | ---------------------- |
| Kanclerz   | mgr Adrianna Gudzowska |
| Kwestor    | mgr Agnieszka Lochman  |

## Wydziały i prowadzone kierunki studiów[10]
Uniwersytet składa się ze wszystkich wydziałów istniejących dotychczas na Politechnice Szczecińskiej oraz Akademii Rolniczej w Szczecinie:
- Wydział Architektury
  - architektura
  - projektowanie architektury wnętrz i otoczenia
- Wydział Biotechnologii i Hodowli Zwierząt
  - biotechnologia
  - kynologia
  - zootechnika
- Wydział Budownictwa i Inżynierii Środowiska
  - budownictwo
  - organizacja i zarządzanie w budownictwie – inżynier europejski
  - inżyniera środowiska
- Wydział Ekonomiczny
  - ekonomia
  - zarządzanie
  - gospodarka turystyczna
- Wydział Elektryczny
  - automatyka i robotyka
  - elektrotechnika
  - teleinformatyka
- Wydział Informatyki
  - informatyka
- Wydział Inżynierii Mechanicznej i Mechatroniki (dawniej Mechaniczny)
  - energetyka
  - inżynieria materiałowa
  - inżynieria transportu
  - mechanika i budowa maszyn
  - mechanika i robotyzacja Przemysłu
  - mechatronika
  - technologie spawalnicze i materiałowe
  - zarządzanie i inżynieria produkcji
- Wydział Kształtowania Środowiska i Rolnictwa
  - ochrona środowiska
  - odnawialne źródła energii
  - agrobioinżynieria
  - rolnictwo
  - architektura krajobrazu
  - uprawa winorośli i winiarstwo
- Wydział Nauk o Żywności i Rybactwa
  - mikrobiologia stosowana
  - ichtiologia i akwakultura
  - technologia żywności i żywienie człowieka
  - dietetyka (licencjat)
- Wydział Techniki Morskiej i Transportu (dawniej Wydział Techniki Morskiej)
  - chłodnictwo i klimatyzacja
  - bezpieczeństwo techniczne
  - oceanotechnika
  - transport
  - logistyka
- Wydział Technologii i Inżynierii Chemicznej
  - inżynieria chemiczna i procesowa
  - inżynieria w medycynie
  - technologia chemiczna
  - chemia